# Мартті Ларні
Ма́ртті Йоха́ннес Ла́рні (Martti Larni; до 1942 року Ляйне / Laine; *22 вересня 1909, Пакіла, сільська громада Гельсінкі — 7 березня 1993, Гельсінкі) — фінський письменник, журналіст, поет, перекладач і кіносценарист; Голова Спілки письменників Фінляндії (1964-7). 
За життя Ларні був одним із найвідоміших фінських письменників у Радянському Союзі та інших країнах Східного блоку завдяки своїй книзі «Четвертий хребець» (Neljäs nikama), фактично найвідоміший фін у СРСР після президента Урхо Кекконена.

## З життєпису
Ларні народився четвертою дитиною в сім'ї з 9 дітей майстра живопису Йохана Віктора Ляйне (Johan Viktor Laine) та Матільди Пунтіли (Matilda Puntila). Навчаючись у державній школі, він влітку був пастухом у обійсті своєї матері в Хаухо. На основі цього досвіду він пізніше працював над книгою «Село добрих людей» (Hyvien ihmisten kylä). 
Мартті Ларні почав писати вірші та оповідання у 15-річному віці, вперше його вірші були опубліковані в журналі під назвою Juttutupa в 1926 році. 
Після державної школи Ларні працював помічником у саду, підприємцем, а також відвідував кооперативну школу. Освіту здобув у Гельсінському університеті.
У 1937–43 роках працював редактором гельсінкського часопису Elanto, згодом (до 1951 року) заввідділом та його головним редактором.
У 1948–9 та 1951–4 роках Ларні жив у США, працюючи журналістом в американсько-фінському видавництві. Після повернення до Фінляндії Ларні працював у 1955–65 роках редактором журналу Me Kuluttajat, а в 1956–9 роках — керівником відділу Центральної конфедерації споживчих кооперативів.
У 1966 році Ларн був нагороджений медаллю Pro Finlandia. 
Помер 7 березня 1993 року в Гельсінках. Похований на цвинтарі Мальмі (адреса могили 59-18-240б).

## З доробку
Літературну діяльність Мартті Ларні розпочав як поет (збірки віршів «Перелітні птахи», 1938 та «Материнська доля», 1940) і перекладач.
Першим романом Мартті Ларні став «Пригоди в країні Сааме» («Seikkailuja Saamenmaaa») для юнацької авдиторії, опублікований у 1936 році під псевдонімом Aslak Nuorti. 
Наступна книга «Безодня» («Kuilu») вийшла друком у 1937 році й викликала величезний резонанс, оскільки в ній розглядалися дуже чутливі теми того часу, громадянська війна у Фінляндії з точки зору червоних і гомосексуалізм. У романі розповідається історія журналіста та письменника Унто Камара, який мав гомосексуальні стосунки з літературознавцем на ім'я доктор Х. Коли починається громадянська війна, Камара приєднується до червоних і вбиває доктора Х. Камара захоплений білими, і білі офіцери вимагають від нього сексуальних послуг в обмін на більш м'який вирок. Після звільнення Камара намагається змінити своє життя і одружується. Зрештою, однак, він убиває свою дружину і кінчає життя самогубством. Особливо праві читачі та критики критикували книгу через її сміливий вміст, вважаючи її хворобливою та морально шкідливою.
Частково через цю критику Ларні не опублікував свою наступну книгу до 1942 року, перед тим змінивши своє прізвище з Ляйне на Ларні. Під час війни він писав сценарії для стрічок кіностудії Suomi-Film і співпрацював з кінорежисером Валентином Ваала над багатьма фільмами.
Одна з книг Ларні, написана після війни «Близький до гріха» (Lähellä syntia, 1946) стала основою для однойменного фільму Ханну Лемісен, прем'єра якого відбулася в 1955 році. 
Один з ранніх романів М. Ларні «Шановні бідняки та їхня розмаїта компанія» (1944) є сатирою на збанкрутілих ділків періоду економічної кризи 1930-х, у романі «Нетерпляча пристрасть» (1945) Ларні малює життя робітників. У 1948 опублікував історичний роман «Небо спустилося на землю» (про селянське повстання 15 ст. у Франції).
У 1957 році, базуючись на своєму досвіді, отриманому в Сполучених Штатах, Ларні написав книгу «Четвертий хребець, або Шахрай мимоволі» (Neljäs nikama eli veijari vastoin tahtoaan). Ця книга була їдкою сатирою на американське суспільство й такі його явища, як швидкі шлюби, комерціалізація та незнання американцями решти світу. Головний герой Єреміяс Суомалайнен (Jeremias Suomalainen) переїжджає до США, і незабаром стає там професором і чудодійним цілителем Джеррі Фінном (Jerry Finn). Назва книги походить від того, що один із його співробітників, мануальний терапевт Ісаак Ріверс (Isaac Rivers), вважав, що всі хвороби спини викликані четвертим хребцем хребта.
Без відома Ларні (тобто з порушенням авторських прав) твір було перекладено в Радянському Союзі в 1959 році, і книга відразу ж мала величезний успіх там, а також в інших країнах Східної Європи. Згодом письменник неодноразово бував у Радянському Союзі, виступав на сторінках радянської преси. Так, у 1972 відвідав Україну — Одесу.
Пізніше Ларні продовжив писати сатиричні книги, але жодна з них не сягнула і близько популярності «Четвертого хребця».